# فيليكس واينبرغ
فيليكس واينبرغ (بالإنجليزية: Felix Weinberg)‏ (و. 1928 – 2012 م) هو فيزيائي من المملكة المتحدة . ولد في أوستي ناد لابم . وكان عضواً في الجمعية الملكية .
توفي في لندن، عن عمر يناهز 84 عاماً.

## التعليم
تعلم في جامعة لندن

## مناصب وهيئات
أدار كلية لندن الإمبراطورية.

## جوائز
حصل على جوائز منها:
- زمالة الجمعية الملكية.